# مانابو سوجياما
مانابو سوجياما (باليابانية: 杉山 学) (24 يوليو 1968 في شيزوكا في اليابان – )؛ هو لاعب كرة قدم سابق كان يلعب كمهاجم.